# Dirck van Os

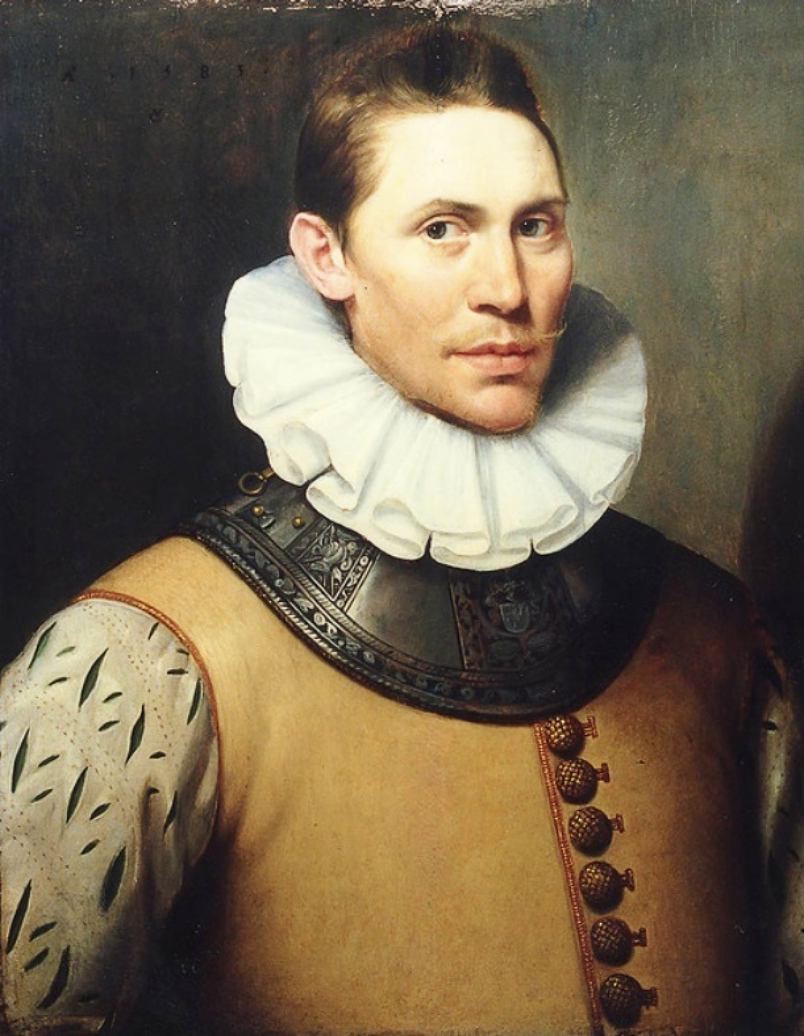
Portret van Dirck van Os, te bezichtigen in het Stedelijk Museum Alkmaar.

Dirck van Os (Antwerpen, 1556 - 1615) was een naar Amsterdam gevluchte Vlaming die daar carrière maakte als koopman en "durfinvesteerder", hij geldt als een van de bedenkers van het beursaandeel. Hij behoorde tot de oprichters van de Compagnie van Verre, de Amsterdamse Wisselbank en de Vereenigde Oostindische Compagnie (VOC). Van Os was tevens verzekeraar, financier en reder.

## Jonge jaren
De vader van Dirck was een tapijthandelaar uit 's-Hertogenbosch, die vanwege achteruitgang in de handel naar het rijke Antwerpen was verhuisd. Omdat daar op dat moment een calvinistischebewind heerste, gaf hij bij de inschrijving als poorter zijn geloofsovertuiging niet aan. Daar dreef hij een glasblazerij voor luxe glasstukken. Na de Beleg van Antwerpen, waar Dirck van Os als kapitein van de schutterij betrokken was bij de overgave van de stad aan de hertog van Parma, trok hij uit de door oorlog en plundering verpauperde stad naar Middelburg. Korte tijd later vestigt hij zich in Amsterdam, aan de Nes. In januari 1588 trouwde hij met Margretha van de Piet.

## Handel en zeevaart
Van Os gaat in de graanhandel werken, samen met zijn broer Hendrick, verder handelen ze in levertraan, leer, en edelstenen. Ze zijn niet de enige Antwerpse kooplieden die naar Amsterdam zijn uitgeweken en de groep nam kapitaal, vakkenis en uitgebreide netwerken mee. De broers van Os vormden vennootschappen met andere oud Antwerpenaren en lieten zo schepen varen op de Levant en naar steden aan de Oostzee. Vanuit de groep werden expedities gefinancierd voor het vinden van een zeeweg ‘om de Noord’, waar de beroemd geworden Willem Barentsz in slaagde. Ook waren het de "durfinvesteerders" van de eerste zeiltocht van Cornelis de Houtman naar Indië. In 1594 is Dirk van Os een van de drijvende krachten achter de totstandkoming van de Compagnie van Verre en in 1595 kocht hij samen met Isaac le Maire zout in het Portiugese Setubal, om het naar Archangelsk in Rusland te vervoeren.
De allochtone Amsterdamse regenten waren aanvankelijk niet te spreken over de bourgondische levensstijl van de Brabanders en hun modieuze kleding. Ze mochten in de eerste dertig jaar van hun verblijf aan de Amstel geen zitting nemen in het stadsbestuur.

### VOC
In 1602 was hij een van de oprichters van de VOC en behoorde hij tot de eerste bewindhebbers van de VOC-Kamer Amsterdam.  Belangstellenden konden bij hem thuis aan de Nes geld toezeggen. Samen met zijn broer Hendrick investeerde hij 47.000 gulden. Het tot 2010 als oudst bekendstaande aandeel ter wereld, gedateerd 27 september 1606, is mede door hem ondertekend. Hij is volgens een recente biografie ook de man die moderne vormen van aandelenparticipatie en -handel introduceert. Samen met zijn broer Hendrick investeerde hij in de droogmaking van de Beemster. Een zevende deel van de oppervlakte van deze droogmakerij kwam hiermee in hun bezit
Van Os was betrokken bij de expeditie van Henry Hudson om een alternatieve route naar de Oost te zoeken. In 1613 en 1615 onderhandelde hij in Engeland over de East India Company. Zijn portret hangt in het Stedelijk Museum Alkmaar.
Bij zijn overlijden bedroeg zijn geschat vermogen circa 3 miljoen gulden. Zijn zoon Dirk werd na het overlijden van zijn vader hoofdingeland en was van 1618 tot 1666 dijkgraaf van de Beemster.